# 포르투갈 수녀의 편지

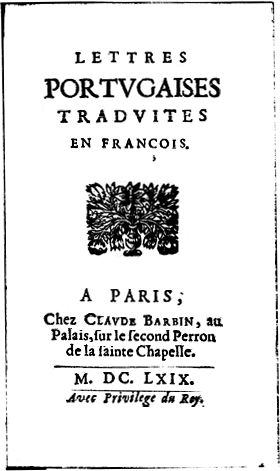
포르투갈 수녀의 편지

《포르투갈 수녀의 편지》(프랑스어: Les Lettres Portugaises, 영어: Letters of a Portuguese Nun)는 가브리엘 드 기유라그가 쓴 다섯 편의 편지 형태의 책으로, 1669년 파리의 바르뱅 출판사에서 “프랑스어로 번역된 편지”라는 부제를 달고 처음 출간되었다.
마리안이라는 이름의 포르투갈 수녀가 자신을 버리고 프랑스로 떠나 버린 포르투갈 주둔 프랑스 장교에게 쓴 다섯 통의 편지를 모은 형식의 이 작품은 출간되자마자 대단한 인기를 끌었다. 1669∼1675년 21판이 나왔다. 이것은 당시 출판 상황에서는 대단한 숫자며, 이 작품의 인기에 힘입어 모작들도 쏟아져 나왔다.
편지의 화자 마리안은 사랑하는 사람의 부재 속에서 신음하며 자신의 열정을 애인에게 토로한다. 이런 점에서 이 작품은 오비디우스의 ＜헤로이데스＞의 전통을 계승하며, 또한 크레비용을 비롯한 여러 18세기 소설가에게 영향을 끼쳤다. 다섯 편의 편지들은 각각 조금씩 다른 감정의 기조를 드러내기 때문이다. 이 때문에 레오 슈피처는 이 다섯 통의 편지가 각각 고전 비극의 다섯 개의 막과 일치한다고 주장하기도 했다. 이 다섯 통의 짧은 편지들에서 자신의 내면에 대한 자각의 단계를 통해 마리안은 비극의 여주인공에 버금가는 지위를 획득한다.

## 작자와 작품에 대한 논란
당시 사람들은 이 작품이 진짜 포르투갈 수녀의 편지라는 것을 믿어 의심치 않았고, 그래서 마리안이란 이름의 수녀가 누구인지, 또한 그녀의 애인이 누구인지에 대한 수소문이 시작되었다. 얼마 지나지 않아 문제의 남성이 1663∼1668년 포르투갈에서 근무한 샤미 백작이라는 설이 널리 퍼졌다.
1810년, ≪제국 저널≫에 실린 부아소나드의 기사에 의해 이 논란은 새로운 국면을 맞게 되었다. 이 기사에 의하면 ＜포르투갈 수녀의 편지＞ 초판 1부에 “이 편지를 쓴 수녀는 이스트라마도르와 안달루시아 사이에 있는 베자의 수녀인 마리아나 알코포라다며 그녀 편지의 수신인은 당시 생 레제 백작이라고 불리던 샤미 백작이다”라는 메모가 있다는 것이다. 베자 수녀원의 문서 보관소에 대한 조사에 따라 마리아나 알코포라다라는 수녀가 실재했었다는 것이 밝혀졌다. 실제 인물인 마리아나 알코포라다와 이 작품의 정확한 관계는 확실히 밝혀지지 않았고, 편지 내용에 나타나는 몇몇 정보는 마리아나의 실제 상황에 부합하지 않지만 그녀의 생애는 ＜포르투갈 수녀의 편지＞와 상당 부분 일치한다. 그러나 이것이 그녀가 이 편지들을 직접 쓴 것이라는 사실을 증명하는 것은 아니다. 실제로 이 작품이 실제 편지 모음이 아닌 픽션이라는 것에 대한 가장 강력한 근거는 문체에 있다. 그러나 이 작품이 완전한 픽션인지, 아니면 다른 형태의 오리지널이 있었던 것인지는 확실하지 않다.
1950년대에 1668년 당시 작품의 출판 허가 장부에 대한 재검토가 이루어졌다. 이 장부에 의하면 ＜발랑탱, 포르투갈 수녀의 편지, 풍자시와 연가＞라는 작품의 출판 허가를 받은 사람은 당시 잡지 ≪프랑스 가제트≫의 편집자였던 기유라그 백작이었다. 기유라그 백작은 당시 사람들 사이에서 글을 쉽게 쓴다는 평을 얻고 있었으며, 당시의 유명한 문인들과 교류하던 아마추어 문필가였다. 또한 다른 여러 정황상 그가 이 작품의 작가일 가능성 또한 상당히 높다.